# Steevy Cerqueira
Pour les articles homonymes, voir Cerqueira.
Pas d'image ? Cliquez ici

a Compétitions nationales et continentales officielles uniquement.

b Matchs officiels uniquement.
Dernière mise à jour le 2 août 2025.
Steevy Cerqueira, né le 9 août 1993 à Brétigny-sur-Orge (Essonne), est un joueur international portugais d'origine française de rugby à XV évoluant aux postes de deuxième ligne ou de troisième ligne aile, au sein de l'effectif du RC Orléans.

## Biographie

### Jeunesse et formation
Steevy Cerqueira naît à Brétigny-sur-Orge, d'un père portugais et d'une mère française. Il pratique tout d'abord le football. Par la suite, il commence la pratique du rugby à XV à l'âge de dix ans, par le biais de son oncle, dans sa ville natale avant de rejoindre le RC Massy dès l'âge de treize ans après avoir été repéré lors des sélections départementales auxquelles il a participé. À Massy, il connait les sélections régionales puis les sélections nationales françaises à partir des moins de 17 ans jusqu'aux moins de 20 ans,.
Avec le RC Massy, il fait ses débuts senior en Fédérale 1 en janvier 2012 contre l'AC Boulogne-Billancourt, son seul match de la saison.
À partir de la saison 2012-2013, il rejoint le Lyon OU et son centre de formation.
En avril 2013, il est retenu avec l'équipe de France des moins de 20 ans pour participer à un stage de préparation au Championnat du monde junior 2013. Il n'est ensuite pas retenu pour la compétition.
Pendant sa formation, il est formé au poste de troisième ligne aile mais peut également évoluer en deuxième ligne,.

### Débuts au Lyon OU (2014-2016)
En mai 2014, lors de la dernière journée de Pro D2, Steevy Cerqueira fait ses débuts professionnels avec le Lyon OU en tant que remplaçant contre le Stade rochelais,. Lui et son club remportent la compétition cette année-là et sont donc promus en Top 14.
Pendant la saison 2014-2015, il découvre le haut niveau en Top 14 ainsi qu'en Challenge européen avec Lyon. Cependant, le club lyonnais est relégué à l'issue de la saison.
En Pro D2, pour la saison 2015-2016, il est utilisé lors de treize rencontres, dont les douze derniers matchs de la saison, et est titularisé à cinq reprises. Lors de l'ultime journée du championnat, il inscrit ses deux premiers essais professionnels et contribue à la victoire des siens 34 à 17 avec bonus offensif face au SC Albi. Son club remporte une nouvelle fois la compétition et remonte en Top 14 seulement une saison après sa relégation.

### Bref passage à l'AS Béziers, licenciement au Stade français Paris, rebond au CA Brive mais de nombreuses blessures (2016-2022)
À partir de la saison 2016-2017, Steevy Cerqueira rejoint l'AS Béziers en Pro D2 pour une durée de deux ans.
Il ne reste qu'une saison dans l'Hérault, durant l'été 2017, il est annoncé qu'il signe pour le Stade français Paris. Cependant dès la fin de sa première saison, il est licencié par le club, avec plusieurs de ses coéquipiers ils sont considérés comme pas assez bons ou trop chers, alors qu'il lui reste un an de contrat. À la suite de ce licenciement, il envisage de saisir la justice avec ses ex-coéquipiers licenciés.
Finalement, pendant l'été 2018, il retrouve un club et s'engage avec le CA Brive en Pro D2, pour une durée de deux ans. Lors de la saison 2018-2019, il fait des débuts difficiles avec le club corrézien, pour ses trois premiers matchs, où il est titularisé en troisième ligne aile, il écope de deux cartons jaunes,. Par la suite, sa saison est perturbée par une rupture des ligaments croisés du genou droit survenue en janvier 2019 qui l'éloigne des terrains pendant dix mois.
Il fait son retour de blessure en novembre 2019 face à son ancien club du Stade français. Cependant, il subit une nouvelle blessure trois mois plus tard, cette fois-ci à la cheville, et ne rejoue pas de la saison 2019-2020 qui est également perturbée par la pandémie de Covid-19.
Durant l'été 2020, il prolonge tout de même son contrat avec Brive jusqu'en 2022,. Il revient sur les terrains à partir du mois d'octobre suivant lors d'une rencontre contre le Montpellier HR,. Il dispute cinq autres rencontres cette saison-là, toutes en tant que remplaçant.

### Fin de parcours à Brive, premières sélections avec le Portugal, nouveau départ au SO Chambéry et participation à la Coupe du monde (2022-2024)
La saison suivante, Steevy Cerqueira est une nouvelle fois peu utilisé par son club, il participe seulement à trois rencontres de Challenge européen. Cependant, en parallèle, il est sélectionné pour la première fois avec l'équipe du Portugal, par l'intermédiaire de son père portugais, dans le cadre du Championnat d'Europe. Il fait ses débuts internationaux lorsqu'il est titularisé en troisième ligne aile contre la Géorgie lors de la première journée de la compétition, où son équipe réussit l'exploit d'arracher le match nul 25-25. Il dispute trois autre rencontres durant la compétition.
Pendant l'été 2022, il est retenu une nouvelle fois avec l'équipe du Portugal. Il joue deux test matchs face à l'Italie et la Géorgie. Lors de ce même été, il fait son départ de Brive après n'avoir pas été prolongé, il rejoint alors le SO Chambéry en Nationale.
En octobre 2022, il est convoqué avec le Portugal pour disputer le tournoi final de repêchage à la Coupe du monde 2023,. Pendant ce tournoi, il est titularisé en deuxième ligne pour les trois matchs et participe notamment à la rencontre décisive contre les États-Unis où les deux équipes font un match nul qui permet au Portugal de se qualifier,, grâce à une meilleure différence de points que leur dernier adversaire, pour la deuxième fois à la Coupe du monde,. En février 2023, il est de nouveau convoqué avec le Portugal dans le cadre du Championnat d'Europe. Il dispute deux rencontres, dont notamment la finale perdue 38-11 face à la Géorgie. En parallèle, au total pour sa première saison avec le SO Chambéry, il s'impose comme un titulaire en deuxième ligne en disputant quinze rencontres dans ce rôle sur les dix-neuf qu'il joue. 
En juin 2023, il est présélectionné avec le Portugal pour préparer la Coupe du monde 2023. En août suivant, il participe à une rencontre de préparation contre les États-Unis. Le 29 août, il fait partie de la liste des 33 joueurs sélectionnés pour la compétition. Dès le premier match du Portugal dans la poule C, il est aligné en tant que titulaire en deuxième ligne contre le pays de Galles lors de cette rencontre perdue 28-8 malgré une bonne performance de leur part,. Lors du match suivant, de nouveau titulaire, lui et son équipe font match nul contre la Géorgie (18-18). Il enchaîne ensuite un troisième match, cette fois-ci en tant que remplaçant, contre l'Australie où son équipe est défaite 34-14 dans un match où les Lobos ont fait douter les Wallabies,. Pour le dernier match de poule, de nouveau titulaire, lui et son équipe réalisent un exploit en décrochant la première victoire en Coupe du monde du Portugal en battant les Fidji en toute fin de match sur le score de 24 à 23, les Portugais terminent à la quatrième place de la Poule C devant la Géorgie mais sont éliminés de la compétition.
Mi-octobre, il fait son retour avec son club du SO Chambéry à l'occasion de la huitième journée de Nationale contre le Stade niçois. Le 18 janvier 2024, il est sélectionné avec le Portugal pour préparer le Championnat d'Europe. Cependant, le lendemain il se blesse sérieusement au pied avec son club face à l'US Carcassonne et doit observer une période de convalescence de deux à trois mois lui faisant donc manquer le Championnat d'Europe. Finalement, il ne rejoue pas de la saison et ne dispute que sept rencontres durant l'exercice,. Il quitte le club à l'issue de la saison.

### Départ au RC Orléans (depuis 2024)
À partir de la saison 2024-2025, Steevy Cerqueira s'engage avec le RC Orléans, tout juste promu en Nationale 2. En novembre 2024, il fait son retour en équipe nationale à l'occasion des test matchs de fin d'année, étant aligné contre les États-Unis. Par la suite, il fait son retour en sélection à l'occasion du match de classement pour la troisième place du Championnat d'Europe contre la Roumanie. Toutefois, les Portugais sont battus 7 à 21 à domicile. En club, le parcours des siens s'arrête en demi-finale de Nationale 2 contre le Niort RC.

## Statistiques en équipe nationale
Au 2 août 2025, Steevy Cerqueira compte 18 capes en équipe du Portugal, dont 17 en tant que titulaire, depuis sa première sélection le 6 février 2022 face à la Géorgie.
Il participe à une édition de la Coupe du monde en 2023, il dispute quatre rencontres dont trois en tant que titulaire.

## Palmarès

### En club
- Finaliste de la Fédérale 1 en 2012 avec le RC Massy.
- Vainqueur Pro D2 en 2014 et 2016 avec le Lyon OU.
- Finaliste de la Pro D2 en 2019 avec le CA Brive.

### En équipe nationale
- Finaliste du Championnat d'Europe en 2023 avec le Portugal.